# Pseudolimnophila (Pseudolimnophila) legitima
Pseudolimnophila (Pseudolimnophila) legitima is een tweevleugelige uit de familie steltmuggen (Limoniidae). De soort komt voor in het Oriëntaals gebied.